# Canton, Mississippi
Canton är administrativ huvudort i Madison County i delstaten Mississippi. Enligt 2020 års folkräkning hade Canton 10 948 invånare.